# Berg im Attergau
Berg im Attergau osztrák mezőváros Felső-Ausztria Vöcklabrucki járásában. 2018 januárjában 1044 lakosa volt.

## Elhelyezkedése

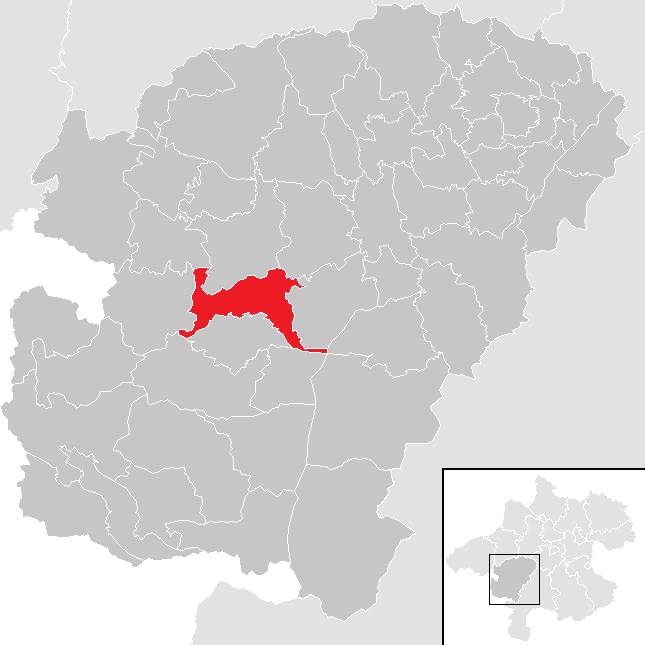
Berg im Attergau a Vöcklabrucki járásban

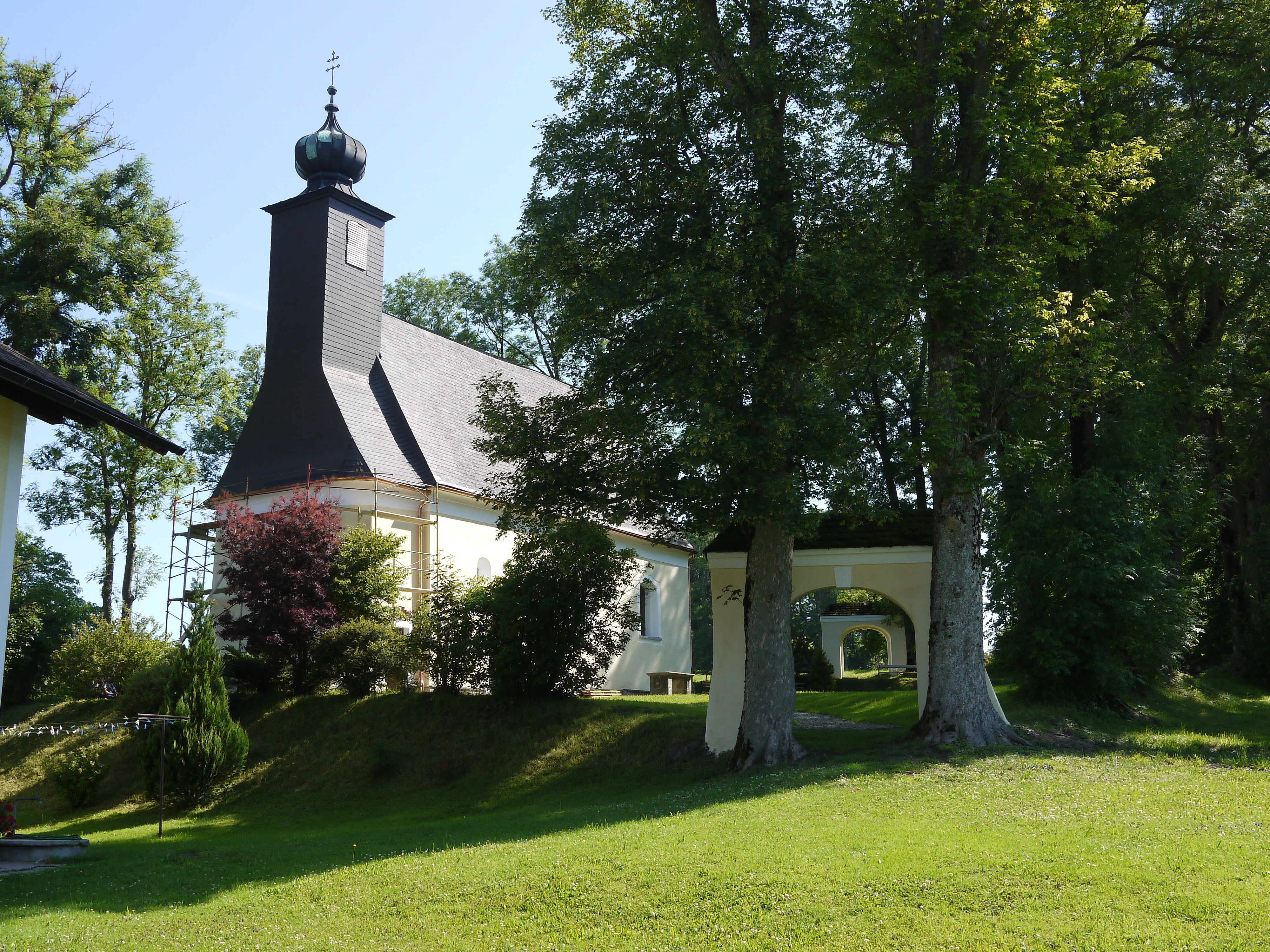
A Szt. Péter és Pál-templom

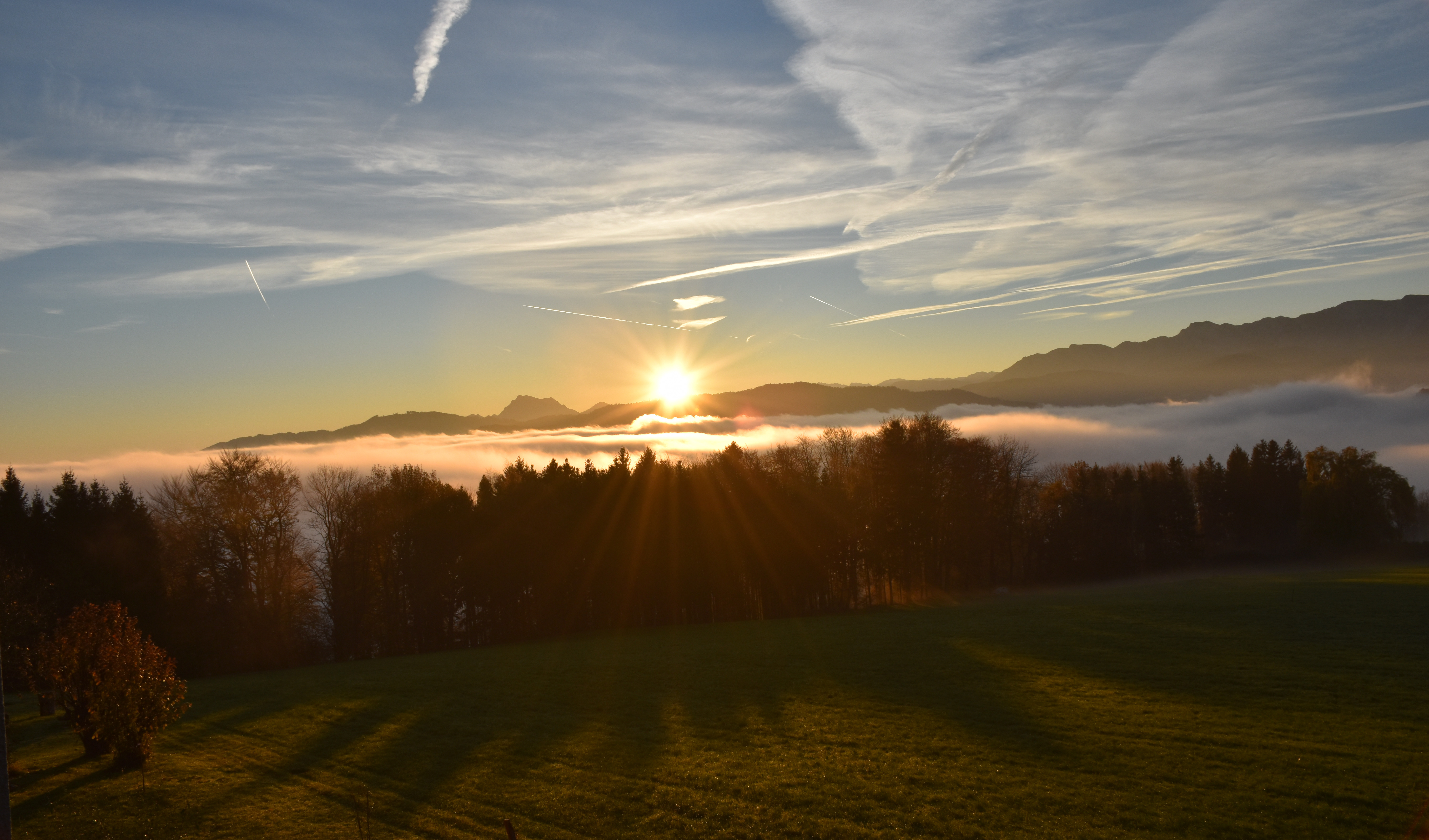
Az Attersee Bergből nézve

Berg im Attergau Felső-Ausztria Hausruckviertel régiójában, a Salzkammergut tóvidékén, az Atterseetől északnyugatra helyezkedik el. Legfontosabb folyóvize a Dürre Ager. Területének 30,4%-a erdő, 61,3% áll mezőgazdasági művelés alatt. Az önkormányzat 16 településrészt és falut egyesít: Baum (26 lakos 2018-ban), Berg im Attergau (159), Brandham (32), Eggenberg (78), Eisenpalmsdorf (31), Engljähring (65), Hipping (200), Jedlham (75), Katterlohen (16), Pössing (55), Raith (12), Rixing (64), Rubensdorf (22), Thanham (58), Walsberg (90), Wötzing (61). 
A környező önkormányzatok: északra Vöcklamarkt, északkeletre Gampern, keletre Seewalchen am Attersee és Schörfling am Attersee, délkeletre Attersee am Attersee, délre Sankt Georgen im Attergau, délnyugatra Straß im Attergau, nyugatra Weißenkirchen im Attergau, északnyugatra Frankenmarkt.

## Története
A régészek 1974-ben feltártak egy i.e. 1500-ból származó kb. 400 m hosszú, kör alaprajzú sáncerődítményt. Feltételezik, hogy az Attersee partján élő cölöpházas kultúra népe költözött a jobban védhető helyre. Számos halomsírt találtak, amelybe a vaskori prekelta La Tène-kultúrához tartozó emberek temetkeztek. A szomszédos St. Georgenhez tartozó Buchbergen erődített kelta település nyomaira bukkantak.    
A község eredetileg a Bajor Hercegség keleti határán helyezkedett el, a 12. században viszont átkerült Ausztriához. A középkorban Kogl várának uradalmához tartozott. 1490-ben, a hercegség felosztásakor az Enns fölötti Ausztria része lett. 
A bergi községi tanács az 1848-as bécsi forradalom után jött létre. Az önkormányzat mai formájában 1938-ban jött létre Berg és Eggenberg egyesülésével. 
A köztársaság 1918-as megalakulásakor Felső-Ausztria tartományhoz sorolták. Miután Ausztria 1938-ban csatlakozott a Német Birodalomhoz, az Oberdonaui gau része lett; a második világháború után visszakerült Felső-Ausztriához.

## Lakosság
A Berg im Attergau-i önkormányzat területén 2018 januárjában 1044 fő élt. A lakosságszám 2001 óta gyarapodó tendenciát mutat. 2015-ben a helybeliek 97%-a volt osztrák állampolgár; a külföldiek közül 1,3% a régi (2004 előtti), 1% az új EU-tagállamokból érkezett. 2001-ben a lakosok 93,1%-a római katolikusnak, 2,6% evangélikusnak, 2,8% mohamedánnak, 0,9% pedig felekezeten kívülinek vallotta magát. A legnagyobb nemzetiségi csoportot a német (95,5%) mellett a szerbek alkották 1%-kal.  

## Látnivalók
- A Szt. Péter és Pál-templom a 18. században épült, kis, egyhajós épület.
- Eggenbergben ötévente nagyszabású, nemzetközi cserkésztalálkozót (Scout Camp Austria) rendeznek.

## Fordítás
- Ez a szócikk részben vagy egészben  a   Berg im Attergau című német Wikipédia-szócikk ezen változatának fordításán alapul.  Az eredeti cikk szerkesztőit annak laptörténete sorolja fel. Ez a jelzés csupán a megfogalmazás eredetét és a szerzői jogokat jelzi, nem szolgál a cikkben szereplő információk forrásmegjelöléseként.